# Svedala Folkets hus
Svedala Folkets hus i Svedala stod klart den 17 november 1907. Arkitekt till Folkets hus i Svedala var Anders Andersson. De som byggde Folkets hus var, L.Ohlin som utförde mureriarbetet och träarbetet gjorde L.K. Ekdahl. Detta nybygge innebar att arbetarrörelsen i  Svedala hade erhållit en samlingsplats. En dåtida tidningsnotis påstod dessutom att det var det största och vackraste Folkets hus på den skånska landsbygden.
Anledningen till att man byggde ett Folkets hus i Svedala var att när arbetarrörelsen skulle ha sina möten var det svårt för dem att få låna lokal. Då växte idén fram om en egen lokal. Den 18 februari 1900 beslutade man att starta en Folkets hus-fond och då avsatte man hundra kronor som blev grunden till bygget. Den 17 november hölls invigningen av Folkets hus. På den tiden var detta ett av Skånes största och vackraste Folkets hus. Under åren skedde det olika förändringar, 1922 gjordes en dansbana i trädgården och 1939 gjordes en ombyggnad och även en tillbyggnad.
De olika organisationerna ägde andelar efter hur många medlemmar de hade. Det var Svedala arbetarkommun som var huvuddelägare i föreningen. Under åren som gick ändrades ägandets former. Vissa år var ekonomin väldigt ansträngd och då blev underhållet av Folkets hus lidande. 1974 var Folkets hus så omodernt och slitet att det behövdes en stor renovering men det fanns inga pengar så då beslutade de att sälja Folkets hus till kommunen för 143 000 kronor.
Svedala kommun sålde den nedslita byggnaden till ett fastighetsbolag år 2021 eftersom de inte hade råd att renovera den. Fastighetsbolaget vill riva huset och bygga bostäder på tomten. Den karaktäristiska fasaden mot Järnvägsgatan skall bevaras.